# Socjalizm drobnomieszczański
Socjalizm drobnomieszczański − nurt socjalizmu utopijnego, powstały w pierwszej połowie XIX wieku we Francji. Głównym postulatem nurtu było przywrócenie przedkapitalistycznych stosunków własności (gospodarki drobnotowarowej). Nurt ten nawiązywał do potrzeb tych klas społecznych, które rozwój kapitalizmu i rewolucji przemysłowej w okresie poprzedzającym Wiosnę Ludów spychał na gorsze pozycje. Byli to drobni chłopi i rzemieślnicy zasilający proletariat.
Główni przedstawiciele:
- Louis Blanc
- Pierre Joseph Proudhon
- Jean Charles Leonard Simonde de Sismondi